# Diamantina (gemeente)
Diamantina is een stad en gemeente in de zuidelijke deelstaat Minas Gerais van Brazilië. Ze heeft haar naam en haar voormalige glorie te danken aan de productie van diamanten.
De mijnbouw bloeide in Diamantina in de 18e en begin 19e eeuw. De inkomsten vloeiden vooral naar de Portugese kroon. Daarna werd Diamantina uit de markt verdrongen door Zuid-Afrika, waar meer en betere diamanten gevonden werden (en worden). Het Historisch Centrum van Diamantina is een UNESCO werelderfgoed sinds 1999.
Diamantina is tevens de geboorteplaats van Juscelino Kubitschek de Oliveira, de Braziliaanse staatsman uit het midden van de 20e eeuw die verantwoordelijk was voor de creatie van de nieuwe hoofdstad Brasilia.

## Aangrenzende gemeenten
De gemeente grenst aan Augusto de Lima, Bocaiuva, Carbonita, Buenópolis, Couto de Magalhães de Minas, Datas, Gouveia, Monjolos, Olhos-d'Água, Senador Modestino Gonçalves en Serro.

## Stedenbanden
Zustersteden van Diamantina:
- Brasilia, Brazilië

## Geboren
- Juscelino Kubitschek (1902-1976), president van Brazilië (1956-1961)

## Galerij

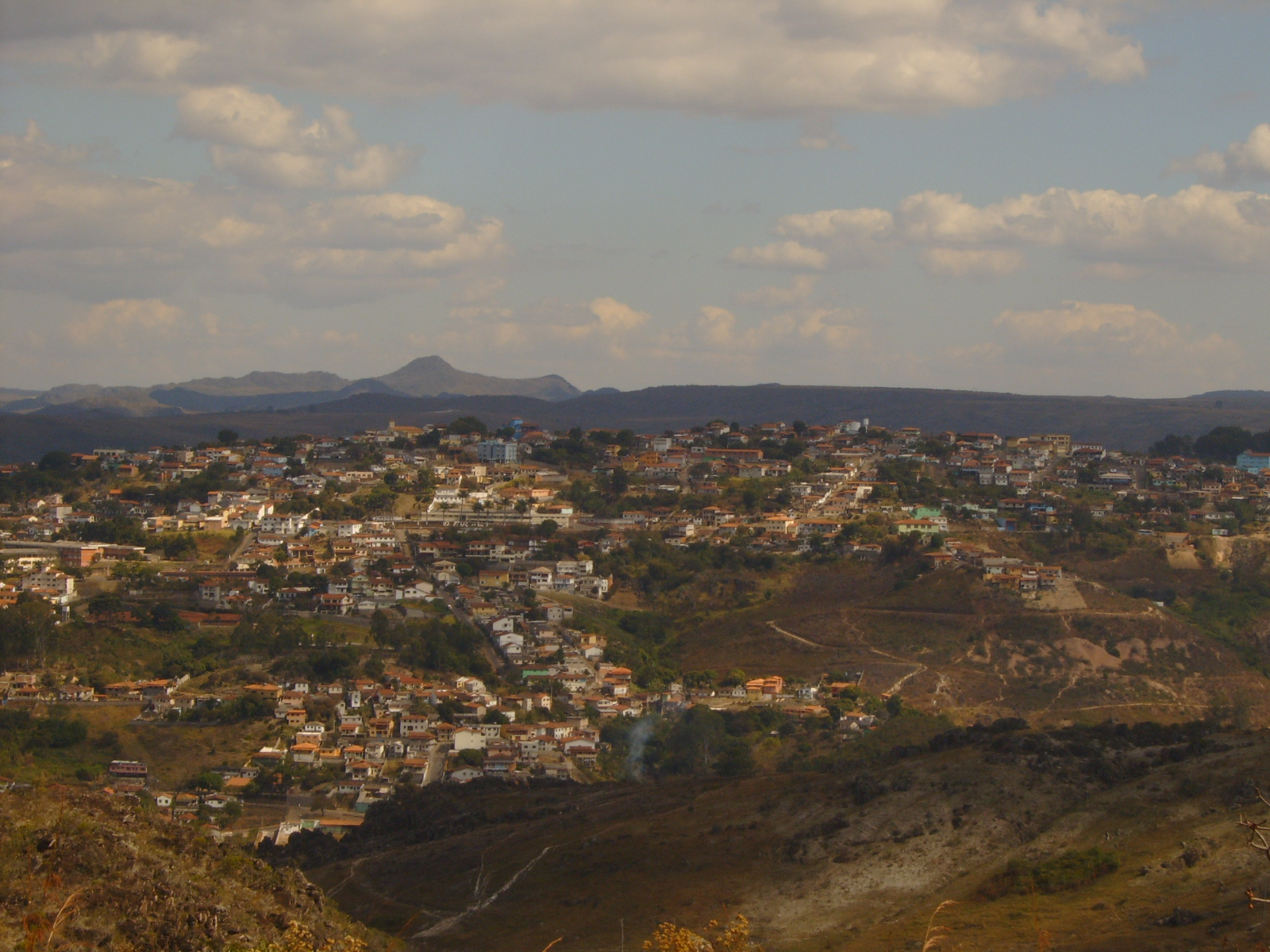
Panorama

- Gemeinsame Normdatei: 7514849-3
- Library of Congress Control Number: n80144801
- Nationale Bibliotheek van Israël: 987007562066205171
- Virtual International Authority File: 139557407

Historisch centrum van Ouro Preto ·
Historisch centrum van Olinda ·
Jezuïetenmissies van de Guaraní (São Miguel das Missões) ·
Historisch centrum van Salvador da Bahia ·
Heiligdom van Bom Jesus do Congonhas ·
Nationaal park Iguaçu ·
Brasilia ·
Nationaal park Serra da Capivara ·
Historisch centrum van São Luís ·
Zuidoostelijke Atlantische woudreservaten ·
Woudreservaten van de Costa do Descobrimento ·
Historisch centrum van Diamantina ·
Beschermd Centraal-Amazonegebied ·
Pantanal ·
Braziliaanse Atlantische eilanden: Fernando de Noronha en Atol das Rocas ·
Beschermde gebieden van de cerrado: Nationaal park Chapada dos Veadeiros en Nationaal park Emas ·
Historisch centrum van Goiás ·
São Franciscoplein in de stad São Cristóvão ·
Rio de Janeiro: Cariocalandschappen tussen de bergen en de zee ·
Modern ensemble van Pampulha ·
Archeologische site van de Valongokaai ·
Paraty en Ilha Grande - cultuur en biodiversiteit ·
Sítio Roberto Burle Marx ·
Nationaal park Lençóis Maranhenses